# 里斯本技術大學
里斯本技術大學（發音：[univɨɾsiˈðaðɨ ˈtɛknikɐ ðɨ liʒˈβoɐ]）是葡萄牙里斯本的一所公立大學，建於1930年。
2013年7月25日，該校併入里斯本大學。

## 學院
大學由以下組織單位組成：
- 獸醫學院（葡萄牙語：Faculdade de Medicina Veterinária da Universidade de Lisboa）
- 農學院（葡萄牙語：Instituto Superior de Agronomia）
- 經管學院（葡萄牙語：Instituto Superior de Economia e Gestão）
- 技術學院（葡萄牙語：Instituto Superior Técnico）
- 社會科學及政治科學學院（葡萄牙語：Instituto Superior de Ciências Sociais e Políticas）
- 人體運動學院
- 建築學院（葡萄牙語：Faculdade de Arquitetura da Universidade de Lisboa）

## 知名校友
- 第二十四代布拉干薩公爵
- 卞美婷
- 施華高
- 古德禮
- 李瑪莉
- 基尼路
- 杜傲傑
- 李燦烽
- 阿萬羅·西薩·維艾拉
- 卡路士·昆洛斯
- 祖些·摩連奴
- 內羅·文加達
- 佩德羅·費雷拉
- 烏利塞斯·科雷亞·席爾瓦
- 阿米爾卡·卡布拉爾

## 外部連結
- Universidade Técnica de Lisboa

38°45′09″N 9°09′32″W / 38.75250°N 9.15889°W